# 下宋水库
下宋水库是中国河南省驻马店市遂平县境内的一座水库，位于南石羊河上，建于1975年。水库正常库容为800万立方米，集雨面积为36平方千米，海拔为107.8米。